# Miikka Multaharju
Miikka Multaharju (Lappeenranta, 9 ottobre 1977) è un ex calciatore finlandese, di ruolo centrocampista.

## Carriera

### Club
Multaharju iniziò la carriera con le maglie di Rakuunat Lappeenranta e Joutsenon Kullervo. Passò poi al MyPa, dove rimase fino al 2003. Nel 2004, infatti, passò ai turchi del Denizlispor.
Nel 2006 fu acquistato dai norvegesi del Fredrikstad. Debuttò nella Tippeligaen il 7 agosto, sostituendo Pål André Czwartek nel pareggio per 2-2 contro lo HamKam.
Tornò poi in patria, per giocare nello HJK Helsinki e ancora nel MyPa.

### Nazionale
Multaharju giocò 6 partite per la Finlandia.